# Sindou
Sindou – miasto w zachodniej części Burkiny Faso. Jest stolicą prowincji Léraba.